# Fargau-Pratjau
Fargau-Pratjau – gmina w Niemczech w kraju związkowym Szlezwik-Holsztyn, w powiecie Plön, wchodzi w skład urzędu Selent/Schlesen..